# Comitato europeo dei diritti sociali
Il Comitato europeo dei diritti sociali (CEDS) è un ente istituito nel 1995 ai sensi dell'articolo 25 della Carta sociale europea ed è composto da 15 membri (14 esperti indipendenti eletti dal Comitato dei Ministri che rimangono in carica sei anni, mandato rinnovabile una volta, più il Presidente).
Le sue funzioni sono le seguenti: 
- esamina i rapporti inviati dagli Stati membri del Consiglio d'Europa che indicano il rispetto delle disposizioni accettate;
- determina se lo Stato in oggetto sia in conformità con le disposizioni contenute nella Carta sociale europea ed emette "conclusioni", ovvero decisioni in merito pubblicate annualmente. In caso d'inottemperanza a seguito della conclusione nella quale lo Stato non sia in conformità, interviene il Comitato dei Ministri il quale chiede al Paese di adottare determinate riforme per garantire conformità alla Carta. Gli Stati sono tenuti a redigere un rapporto ogni 5 anni sulle disposizioni non accettate.

È possibile presentare all'ECSR reclami collettivi, da parte di ONG internazionali, europee e nazionali nei confronti degli Stati firmatari, aventi ad oggetto violazioni della Carta. Tale reclamo viene esaminato e, se giudicato ammissibile, avviene uno scambio di documentazioni scritte col Paese interessato; redige un rapporto al Consiglio dei Ministri che viene reso pubblico. Emette una raccomandazione non vincolante allo Stato di adottare delle specifiche misure conformi alla Carta.